# Oreochromis alcalicus
Oreochromis alcalicus – gatunek zagrożonej wyginięciem afrykańskiej ryby z rodziny pielęgnicowatych (Cichlidae).
Gatunek ten jest endemiczny dla słonego i ciepłego jeziora Natron, zasilających go strumieni i bagien Shombole w Kenii i Tanzanii, występuje też w sąsiednim kenijskim jeziorze Magadi. Osiąga długość do 11,6 cm.